# Eurhopalothrix szentivanyi
Eurhopalothrix szentivanyi är en myrart som beskrevs av Taylor 1968. Eurhopalothrix szentivanyi ingår i släktet Eurhopalothrix och familjen myror. Inga underarter finns listade i Catalogue of Life.